# Home Farm (Berkshire)
Home Farm – wieś w Anglii, w hrabstwie ceremonialnym Berkshire, w dystrykcie (unitary authority) Bracknell Forest. Leży 15 km na południowy wschód od centrum miasta Reading i 48 km na zachód od centrum Londynu.